# Astragalus coahuilae
Astragalus coahuilae är en ärtväxtart som beskrevs av Marcus Eugene Jones. Astragalus coahuilae ingår i släktet vedlar, och familjen ärtväxter. Inga underarter finns listade i Catalogue of Life.